# Canavalia saueri
Canavalia saueri är en ärtväxtart som beskrevs av Paul R. Fantz. Canavalia saueri ingår i släktet Canavalia och familjen ärtväxter. Inga underarter finns listade i Catalogue of Life.